# Frank Mellor
 (octobre 2020).
Pour les articles homonymes, voir Mellor.
Francis Hamilton Mellor CBE KC, né le 13 mai 1854 à Londres et mort le 26 avril 1925 à Paris, connu sous le nom de Frank Mellor, est un juge anglais et un joueur de cricket. Il joue dans des matchs de première classe pour l'Université de Cambridge dans le Kent et le Marylebone Cricket Club entre 1874 et 1878.

## Biographie

### Carrière
Mellor fait partie d'une famille juridique distinguée : son père est Sir John Mellor, un juge de la Cour du Banc de la Reine de la Haute Cour et parmi ses frères John William Mellor est le juge-avocat général et un membre du Parlement qui devient Charman of Ways and Means et vice-président. Un autre frère, Sir James Mellor, est Master of the Supreme Court, King's Remembrancer et King's Coroner, et le premier greffier de la Court of Criminal Appeal ; Frank Mellor est en partie l'auteur d'un ouvrage juridique standard sur Crown Office Practice , dans lequel son frère James est cité par le Times comme « probablement la plus grande autorité vivante »". Son neveu, John Paget Mellor, qui est le fils de John William, est l'avocat du Trésor et reçoit un titre de baronnet.
Frank Mellor étudie au Cheltenham College et au Trinity College de Cambridge. Mellor suit la tradition familiale et devient avocat : il est admis au barreau en 1880 et exerce ensuite sur le Northern Circuit. Il sert comme plaideur spécial et est recorder of Preston de 1898-1911; il est appelé comme conseiller du roi en 1903 et est juge au tribunal de comté de Manchester de 1911 à sa mort.
Il est nommé Commandeur de l'Ordre de l'Empire britannique lors du New Year Honours 1918.
Il meurt subitement après une opération à Paris.